# Phổ tổn hao năng lượng điện tử

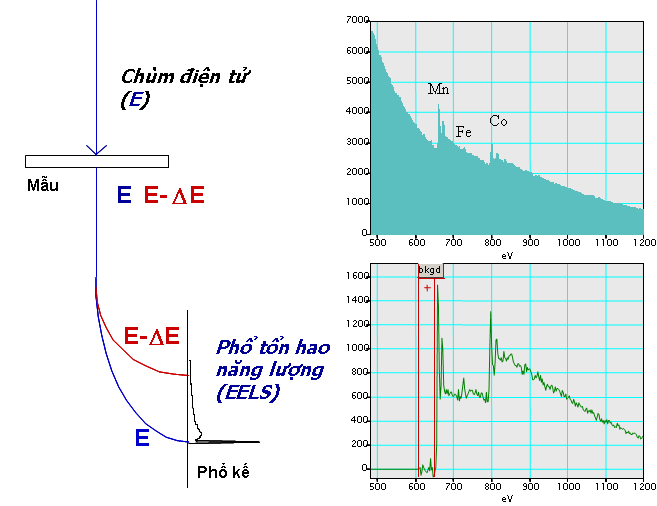
Sơ đồ nguyên lý của phổ EELS và một hình ảnh điển hình của phổ EELS

Phổ tổn hao năng lượng điện tử (tiếng Anh: Electron Energy Loss Spectroscopy, viết tắt là EELS) là một kỹ thuật phân tích hóa học trong kính hiển vi điện tử truyền qua dựa trên việc ghi và phân tích phần năng lượng bị mất mát của chùm điện tử do tán xạ không đàn hồi khi truyền qua mẫu vật rắn.

## Lịch sử và nguyên lý của EELS
Kỹ thuật phân tích phổ EELS  lần đầu tiên được đề xuất bởi James Hillier và J.F. Baker (RCA Laboratories, Princeton, New Jersey, Hoa Kỳ) vào năm 1940  nhưng kỹ thuật này hầu như ít được sử dụng do hạn chế của công nghệ. Phải mãi đến năm đầu thập niên 90 của thế kỷ 20, phép phân tích này mới thực sự trở nên phổ biến nhờ những thành tựu cải tiến trong TEM.
Nguyên lý của EELS là phân tích năng lượng của điện tử truyền qua trong các kính hiển vi điện tử truyền qua. Khi chùm điện tử (có năng lượng cao, E) truyền qua mẫu, do tương tác với các nguyên tử vật rắn trong mẫu, điện tử có thể bị tán xạ không đàn hồi (năng lượng bị suy giảm do va chạm không đàn hồi). Nhờ phổ kế phân tích năng lượng đặt sau mẫu, người ta có thể ghi nhận lượng năng lượng bị mất mát và đem lại các thông tin về tính chất hóa học của mẫu  ví dụ như:
- Thành phần hóa học
- Liên kết hóa học, cấu trúc và hợp chất hóa học
- Sự phân bố các nguyên tố và hợp chất
- Các hàm chức năng về điện môi (các vùng năng lượng, độ dẫn, hóa trị...)
- Độ dày của mẫu

EELS là một phương pháp phức tạp hơn so với EDX nhưng ngày nay nhờ sự phát triển của công nghệ trong kính hiển vi điện tử truyền qua, đặc biệt là sự phổ biến của các kính hiển vi điện tử truyền qua quét (STEM), EELS đang trở nên vượt trội hơn so với EDX nhờ độ chính xác cao, độ phân giải tốt và nhiều thông tin hữu ích hơn.

## Độ chính xác và các dạng khác
EELS đạt độ chính xác cao hơn EDX nhờ khả năng cho độ phân giải năng lượng cao hơn (xuống cỡ dưới 1 eV so với cấp vài chục eV của EDX) và do đó mạnh hơn đối với các nguyên tố nhẹ. Nếu như ở EDX, chùm tia X phát ra bị phân tán làm hạn chế khả năng phân giải thì ở EELS, chùm tia truyền qua được ghi trực tiếp và độ phân giải sẽ phụ thuộc trực tiếp vào kích thước chùm tia điện tử. Ngày nay, các STEM có kích cỡ chùm tia đạt tới 1 Ẳ nên độ phân giải của phép phân tích phân bố trong EELS đạt cao hơn EDX rất nhiều. EELS đạt độ chính xác rất cao hơn các nguyên tố nhẹ (cấp độ 1%) nhưng lại tỏ ra kém hiệu quả với các nguyên tố nặng (do nếu nguyên tố càng nặng thì xác suất tán xạ đàn hồi sẽ càng cao). EELS mạnh nhất đối với các nguyên tố nằm trong dải từ các bon tới các kim loại chuyển tiếp (nhóm 3d).
Điểm mạnh hơn của EELS là thu được nhiều thông tin và đặc biệt là cả các thông tin về liên kết và năng lượng hóa học, do đó nó có khả năng ghi nhận được các hợp chất hóa học (khác với EDX chỉ ghi nhận được nguyên tố hóa học) nên EELS đang dần chiếm ưu thế hơn so với EDX.
Dạng phổ biến nhất của EELS là EELS hoạt động ở chế độ truyền qua (thông thường với chùm điện tử từ 100-300 keV), ngoài ra còn có các phép phân tích EELS khác, ví dụ như EELS phản xạ (Reflection EELS - REELS) sử dụng với chùm điện tử năng lượng từ 10-30 keV. Ngoài ra, phép phân tích EELS độ phân giải cao (HREELS - High resolution EELS) với chùm điện tử năng lượng từ 1 eV - 10 eV, có độ đơn sắc cực cao cũng đang được phát triển .